# Kęstutis Trapikas
Kęstutis Trapikas (* 17. Dezember 1959 in Švenčionys, Litauische SSR) ist ein litauischer Politiker.

## Leben
Nach dem Abitur 1978 an der Zigmas-Žemaitis-Mittelschule in Švenčionys absolvierte er 1983 das Studium an der Fakultät für Leichte Industrie am Kauno politechnikos institutas und 2003 das Masterstudium der MBA an der Vilniaus universitetas.
Von 1992 bis 1996 war er Bürgermeister der Rajongemeinde Švenčionys, von 1996 bis 2000 Mitglied im Seimas.

## Quelle
- 2008 m. Lietuvos Respublikos Seimo rinkimai - Liberalų ir centro sąjunga - Iškelti kandidatai

| Personendaten    | Personendaten              |
| ---------------- | -------------------------- |
| NAME             | Trapikas, Kęstutis         |
| KURZBESCHREIBUNG | litauischer Politiker      |
| GEBURTSDATUM     | 17. Dezember 1959          |
| GEBURTSORT       | Švenčionys, Litauische SSR |